# GABAA receptor
GABAA receptor (GABAAR) je jonotropni receptor i ligandom kontrolisani jonski kanal. Njegov endogeni ligand je γ-aminobuterna kiselina (GABA), jedan od glavnih inhibitornih neurotransmitera u centralnom nervnom sistemu. Nakon aktivacije, GABAA receptor selektivno propušta Cl− kroz svoju poru, što dovodi do hiperpolarizacije neurona. To ima inhibitorno dejstvo na neurotransmisiju usled umanjenih šansi za pojavu uspešnog akcionog potencijala. Potencijal preokreta GABAA-posredovanog IPSP u normalnom rastvoru je −70 mV, za razliku od GABAB IPSP.
Aktivno mesto GABAA receptora je mesto vezivanja GABA i nekoliko lekova kao što su muscimol, gaboksadol, i bikuculin. Ovaj protein takođe sadrži brojna alosterna mesta vezivanja koja indirektno modulišu aktivnost receptora. Ta alosterna mesta su meta niza drugih lekova, uključujući benzodiazepine, nebenzodiazepine, barbiturate, etanol, neuroaktivne steroide, inhalacione anestetike, i picrotoksin, između ostalih.
GABAA receptori su prisutni u svim organizmima koji imaju nervni sistem. U manjoj meri ovi receptori se mogu naći u tkivima koja nisu neuronska. Usled njihove široke rasprostranjenosti u nervnom sistemu sisara oni imaju važnu ulogu u praktično svim funkcijama mozga.

## Spoljašnje veze
- Receptors,+GABA-A на 
- Olsen RW, DeLorey TM (1999). „Chapter 16: GABA and Glycine”.  Ур.: Siegel GJ, Agranoff BW, Fisher SK, Albers RW, Uhler MD. Basic neurochemistry: molecular, cellular, and medical aspects (Sixth изд.). Philadelphia: Lippincott-Raven. ISBN 978-0-397-51820-3.
- Olsen RW, Betz H (2005). „Chapter 16: GABA and Glycine”.  Ур.: Siegel GJ, Albers RW, Brady S, Price DD. Basic Neurochemistry: Molecular, Cellular and Medical Aspects (Seventh изд.). Boston: Academic Press. стр. 291—302. ISBN 978-0-12-088397-4.
- Uusi-Oukari, M.; Korpi, E. R. (2010). „Regulation of GABA(A) receptor subunit expression by pharmacological agents”. Pharmacological Reviews. 62 (1): 97—135. PMID 20123953. doi:10.1124/pr.109.002063..